# Tempo Presente (revista)
Tempo Presente, revista portuguesa de cultura, surge no final da década de 50, publicada em Lisboa, com uma tiragem quinzenal, datando o primeiro número de Maio de 1959, e o último, o 27, de 1961. Foi seu director Fernando Guedes e José Maria Alves seu editor e proprietário.
Era secretariada por João Manuel Pedra Soares, e tinha como conselho de redacção António José de Brito, António Manuel Couto Viana, Caetano de Melo Beirão e Goulart Nogueira.
Além deles, como colaboradores literários, estavam Augusto de Campos, Haroldo dos Santos, J. Monteiro Grilo, Edwin Markham, Luís Forjaz Trigueiros, Ester de Lemos, Sellés Paes, Manuel Gama.
Colaboram ainda nomes que tinham estado ligados às revistas Távola Redonda e Graal, como Fernando de Paços, Maria Manuela Couto Viana, Fernanda Botelho, Luiz de Macedo, João Cabral do Nascimento, Tomás Kim, José Blanc de Portugal, José António Ribeiro, Nuno de Tomás Sampayo, António Salvado, Eduíno de Jesus, Natércia Freire. ou João Bigotte Chorão.
A colaboração plástica era essencialmente assegurada por José de Almada Negreiros, Fernando Lanhas e Mário Saa.
Incluia rubricas como "Ensaios e Poesia" e "Teatro".
Justificando a sua designação, Tempo Presente apostou literariamente numa estética de modernidade, consagrando autores modernistas e futuristas portugueses como Ângelo de Lima, Almada-Negreiros, Raul Leal, Armando Côrtes-Rodrigues, Mário Saa. Assim como divulgando textos de Ezra Pound, T. S. Eliot, D. H. Lawrence, Hilda Doolittle, James Joyce, Ionesco, Samuel Beckett ou difundindo a experiência concretista brasileira.
Relativamente ao seu ideário político há quem a possa classificá-la com neofascista, pois colocava-se politicamente à direita do regime e bastante crítica da decrepitude ideológica e política dos dirigentes do Estado Novo. Nas suas páginas, assumiam-se como “(…) universalistas, hierarquizadores, totalitariamente compreendentes, intolerantes para o erro, ultrapassantes e dinâmicos”.
Tinha como referência fundamental o fascismo intelectual dos anos 30, onde Robert Brasillach e Gottfried Benn, por exemplo, são abundantemente citados.
Posicionamento que depois, no final dos anos 60, início dos anos 70, vai ser retomado pelo jornal Política.